# Lititz (Pennsylvania)
Lititz ist eine kommunale Selbstverwaltungseinheit (Borough) im Süden des US-Bundesstaats Pennsylvania im Lancaster County und ist Sitz des ältesten Mädchenpensionats der Vereinigten Staaten. Das U.S. Census Bureau hat bei der Volkszählung 2020 eine Einwohnerzahl von 9.381 ermittelt.

## Geschichte
Im Jahr 1722 ließ sich Christian Bomberger als erster bekannter europäischer Siedler in der Region von Lititz nieder.
Der Gründer der Herrnhuter Brüdergemeine, Nikolaus Ludwig von Zinzendorf, besuchte im Dezember 1742 Warwick, das ein Nachbarort von Lititz ist. Aufgrund seiner Predigten konvertierte einer der dortigen Großgrundbesitzer, Georg Klein, zu den Herrnhutern. 1754 stiftete Klein seine ganze Farm mit etwa 240 Hektar den Herrnhutern. Mitglieder der Herrnhuter Brüdergemeine gründeten 1756 darauf eine Ansiedlung, die nach der Burg Lititz im Bezirk Wildenschwert des heutigen Tschechien benannt wurde.
Bis 1855 durften hier nur Mitglieder der Brüdergemeine Häuser besitzen – andere Personen durften Häuser nur mieten. Mit dem seit 1794 existierenden Mädchenpensionat Linden-Hall befindet sich in der Gemeinde das älteste reine Mädchenpensionat in den Vereinigten Staaten. Seit 1863 ist das Pensionat staatlich anerkannt.
1861 begann Julius Sturgis als erster in den Vereinigten Staaten mit der Herstellung von Brezeln. Von 1865 bis 2016 war Lititz der Hauptsitz und Produktionsort der Wilbur Chocolate Company.
Von 1871 bis zu seinem Tod (1880) lebte der kalifornische Pionier Johann August Sutter in Lititz und zeitweise im Hotel in Washington, D.C. um bei den Abgeordneten und Senatoren seine Petition bzgl. einer Entschädigung voranzutreiben.
Lancaster County – mit Lititz – ist eine Gegend, die zur Deitscherei gehört.
2013 wurde Lititz in einem nationalen Wettbewerb der Buchungsplattform Budget Travel zu America's Coolest Small Town gewählt. Es gibt das Lititz Pretzel Fest, das 2020 vom Kiwanis-Club gesponsert werden sollte, wegen der Corona-Krise aber in jenem Jahr ausfiel.

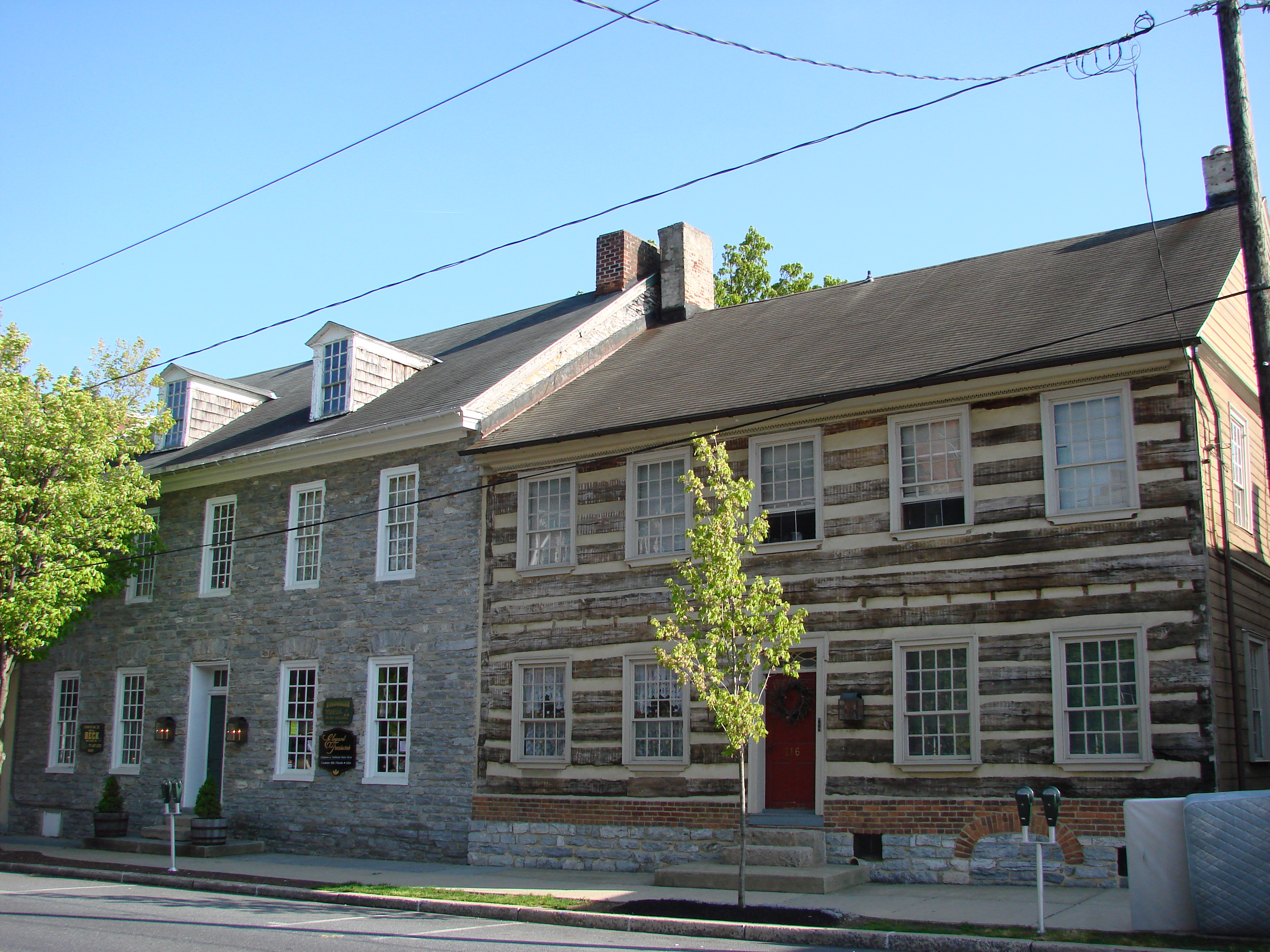
Im Lititz Moravian Historic District (2008)

Fünf Bauwerke und Stätten im Ort sind im National Register of Historic Places (NRHP) eingetragen (Stand 27. März 2020), darunter das Johann August Sutter House, das Julius Sturgis Pretzel House und der Lititz Moravian Historic District.

## Partnerschaften
| Kunvald | Tschechien   | seit 2006 |
| Emmaus  | Pennsylvania |           |

## Persönlichkeiten mit Verbindung zu Lititz
- Matthäus Gottfried Hehl (1705–1787); deutsch-amerikanischer Geistlicher und Bischof der Herrnhuter Brüdergemeine
- Johann Christian Bechler (1784–1857); Bischof der Herrnhuter Brüdergemeine und Komponist
- Johann August Sutter (1803–1880); Schweizer Pionier bei der Besiedelung von Kalifornien
- Sydenham Elnathan Ancona (1824–1913); US-amerikanischer Politiker
- Carl Christian Rasmussen (1890–1992); US-amerikanischer lutherischer Geistlicher und Theologe
- Roger Jacob Steiner (1924–2012); US-amerikanischer Linguist, Romanist und Lexikograf